# Ashleigh Murray
Ashleigh Monique Murray (Kansas, 18 gennaio 1988) è un'attrice statunitense, nota principalmente per il ruolo di Josie McCoy nella serie televisiva Riverdale.

## Biografia
Appassionata di musica fin da piccola, si iscrive al New York Conservatory for Dramatic Arts, dove si laurea nel 2009.
Nel 2016, Ashleigh ha ottenuto una parte regolare nella serie TV Riverdale, interpretando Josie McCoy, amica di Cheryl Blossom, è la cantante principale della popolare band 'Josie and the Pussycats'.
Murray ha recitato e interpretato il ruolo principale nel film Netflix Deidra & Laney Rob a Train nel 2017. Il film è stato presentato in anteprima mondiale al Sundance Film Festival il 23 gennaio 2017. È stato rilasciato il 17 marzo 2017 da Netflix.
Nel 2017, è stato annunciato che Murray si è unito al cast del remake musicale nei panni di Loryn.
Nel febbraio 2019, è stato annunciato che Ashleigh si è unita al cast principale dello spin-off di Riverdale, Katy Keene, sempre nei panni di Josie McCoy.

## Filmografia

### Cinema
- Welcome to New York, regia di Steven Tylor O'Connor (2012)
- Deidra e Laney rapinano un treno (Deidra & Laney Rob a Train), regia di Sydney Freeland (2017)

### Televisione
- The Following – serie TV, episodio 2×01 (2014)
- Younger – serie TV, 2 episodi (2016)
- Riverdale – serie TV, 40 episodi (2017-2021)
- Alex, Inc. – serie TV, episodio 1×01(2018)
- Katy Keene – serie TV (2020)

## Doppiatrici italiane
Nelle versioni in italiano dei suoi lavori, Ashleigh Murray è stata doppiata da:
- Eva Padoan in The Following, Younger
- Joy Saltarelli in Riverdale (s.1-5), Katy Keene
- Tiziana Martello in Riverdale (s.7)